# Nikon FA

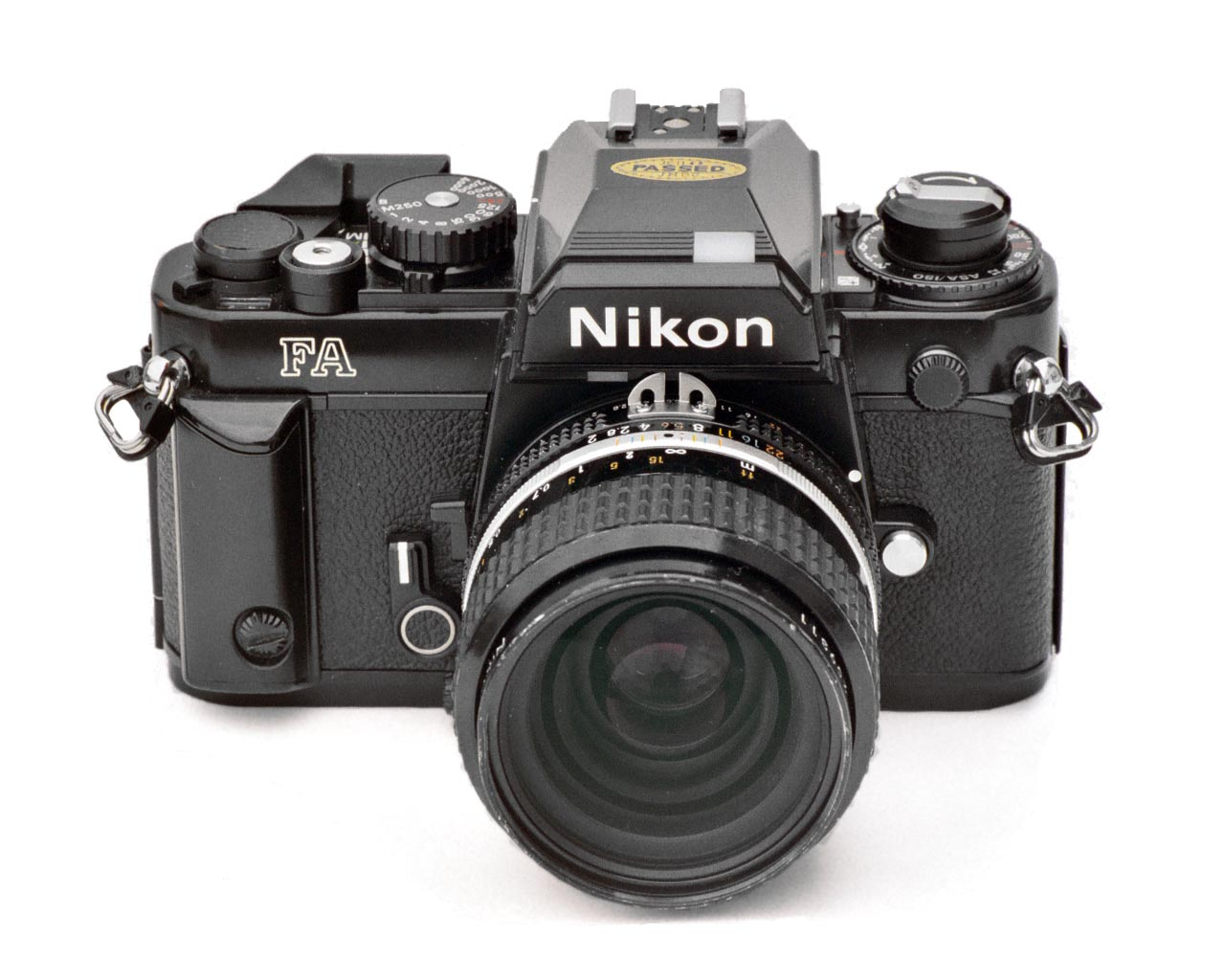
Nikon FA mit Objektiv Nikkor 50 mm, f 1:1.2

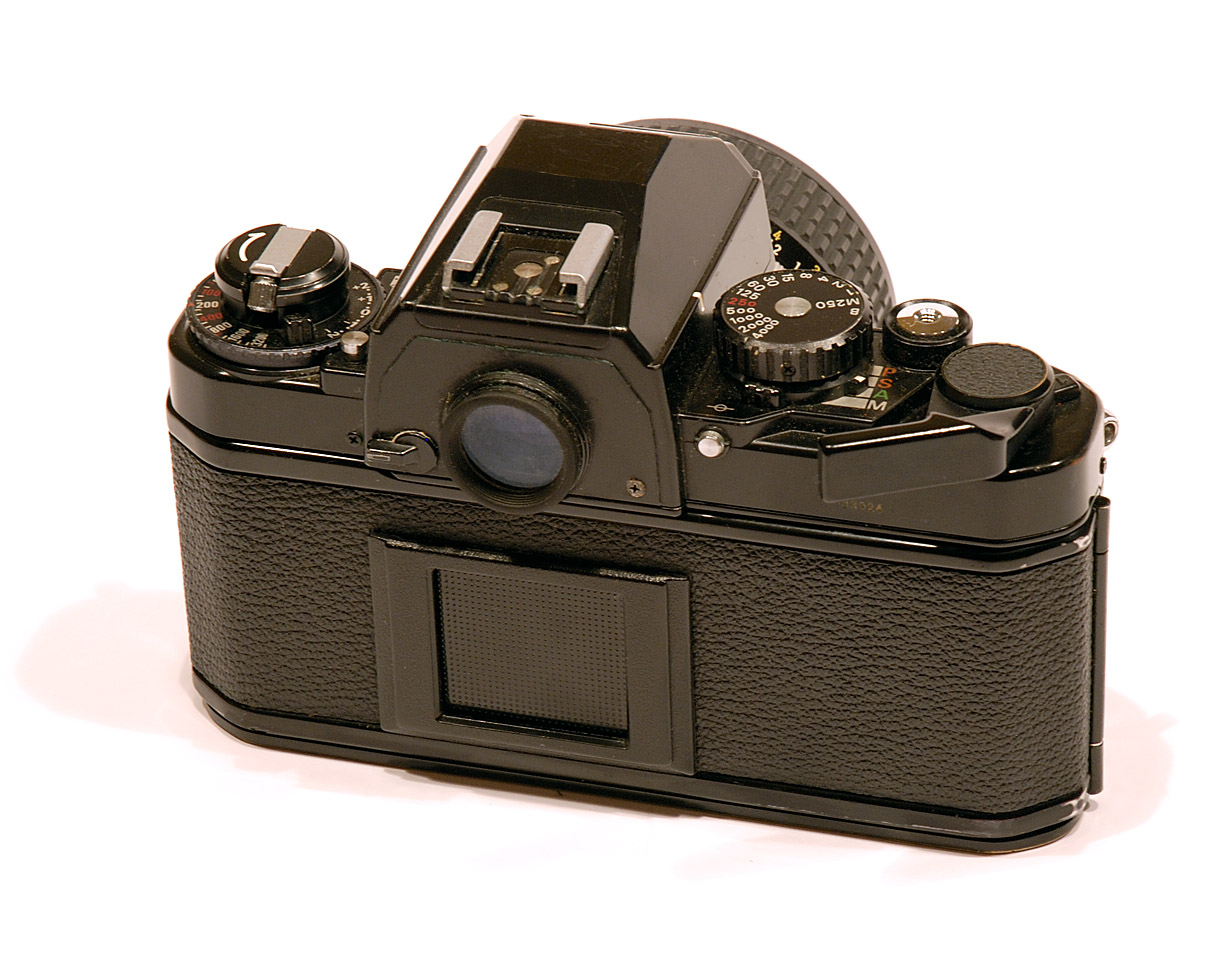
Nikon FA von hinten

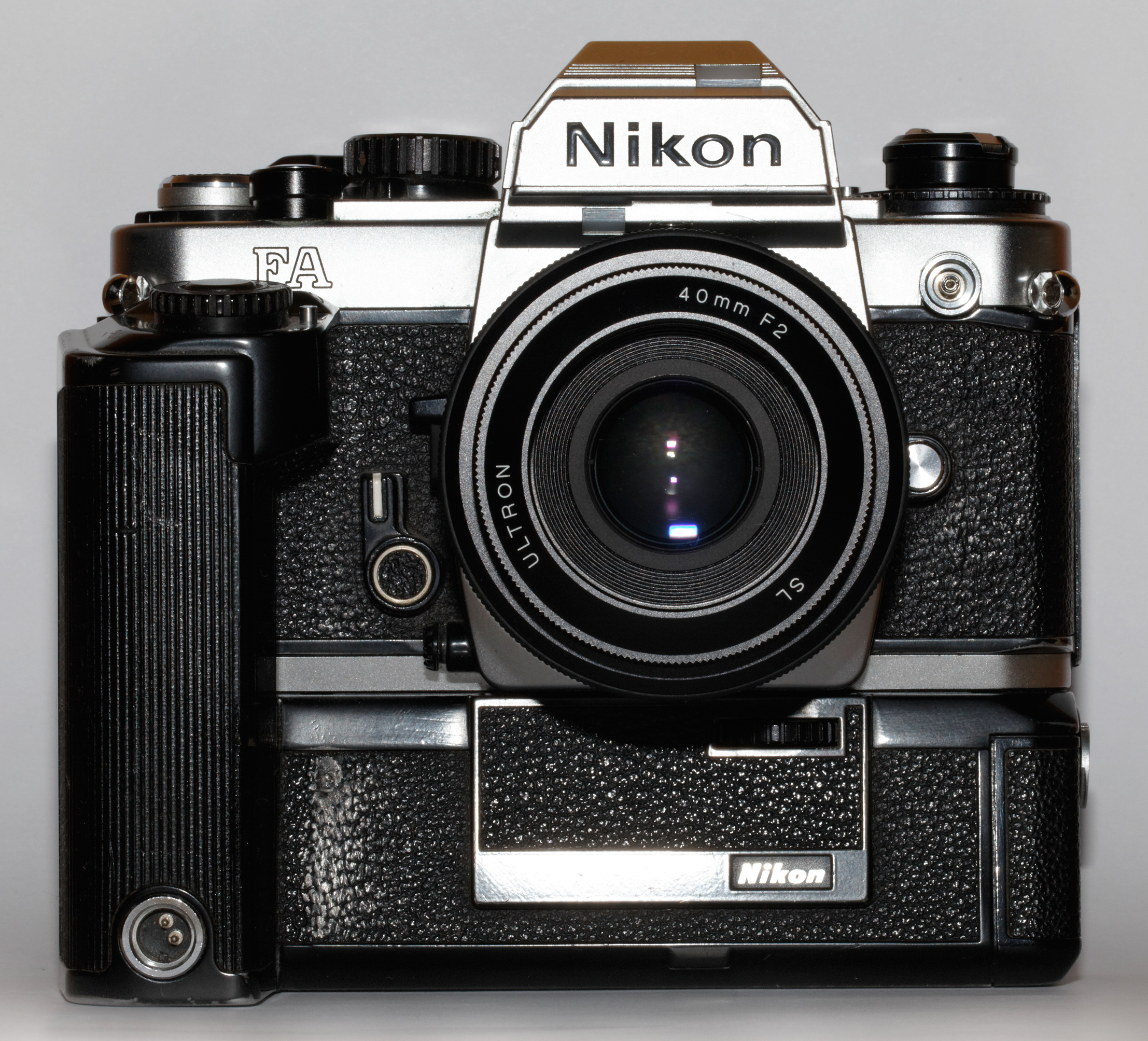
Nikon FA mit Voigtländer Ultron 2/40 mm und MD-15 Motor-Drive

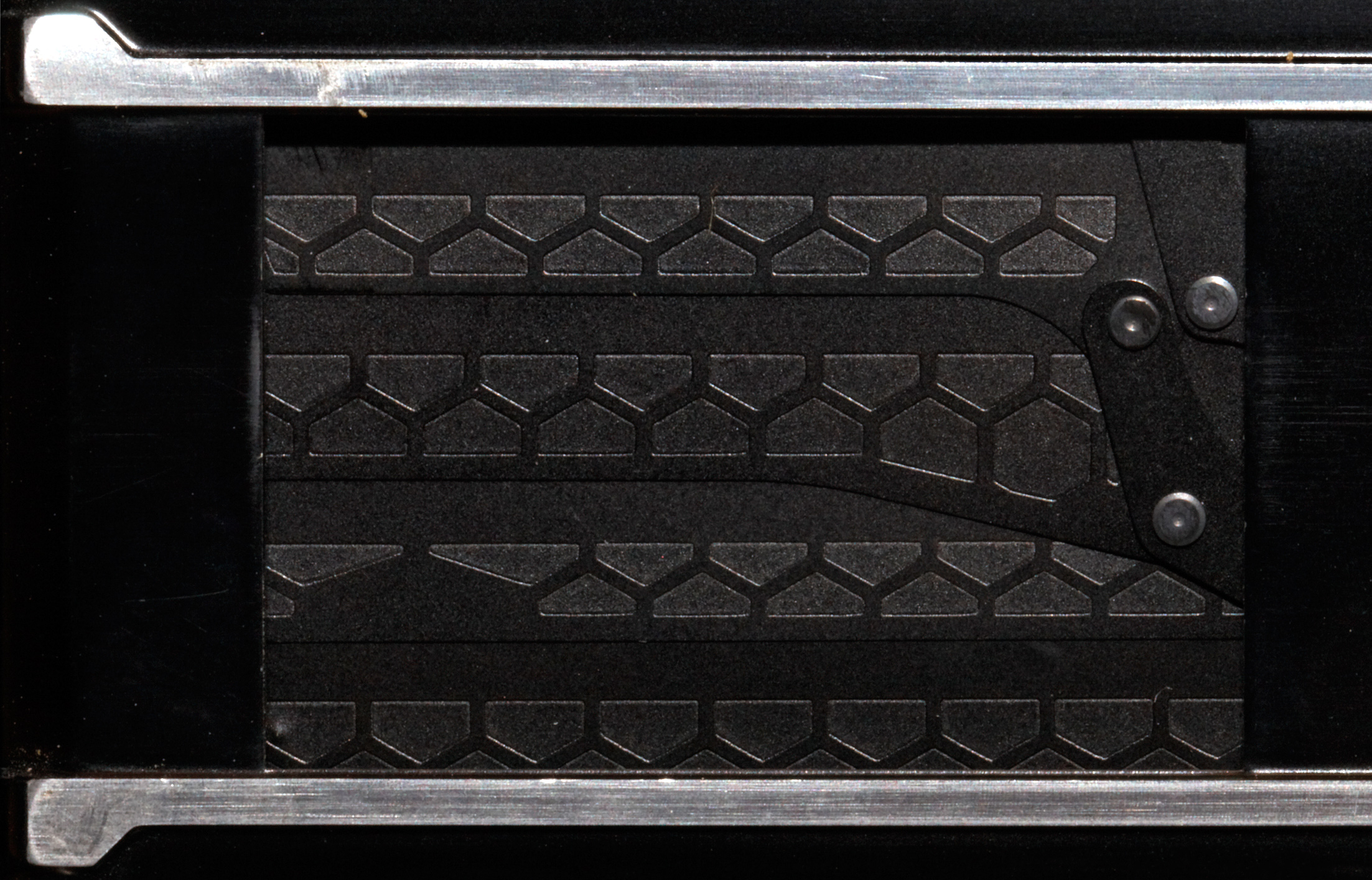
Titan-Lamellen-Schlitzverschluss der Nikon FA (Zeitenbereich 1-1/4000s)

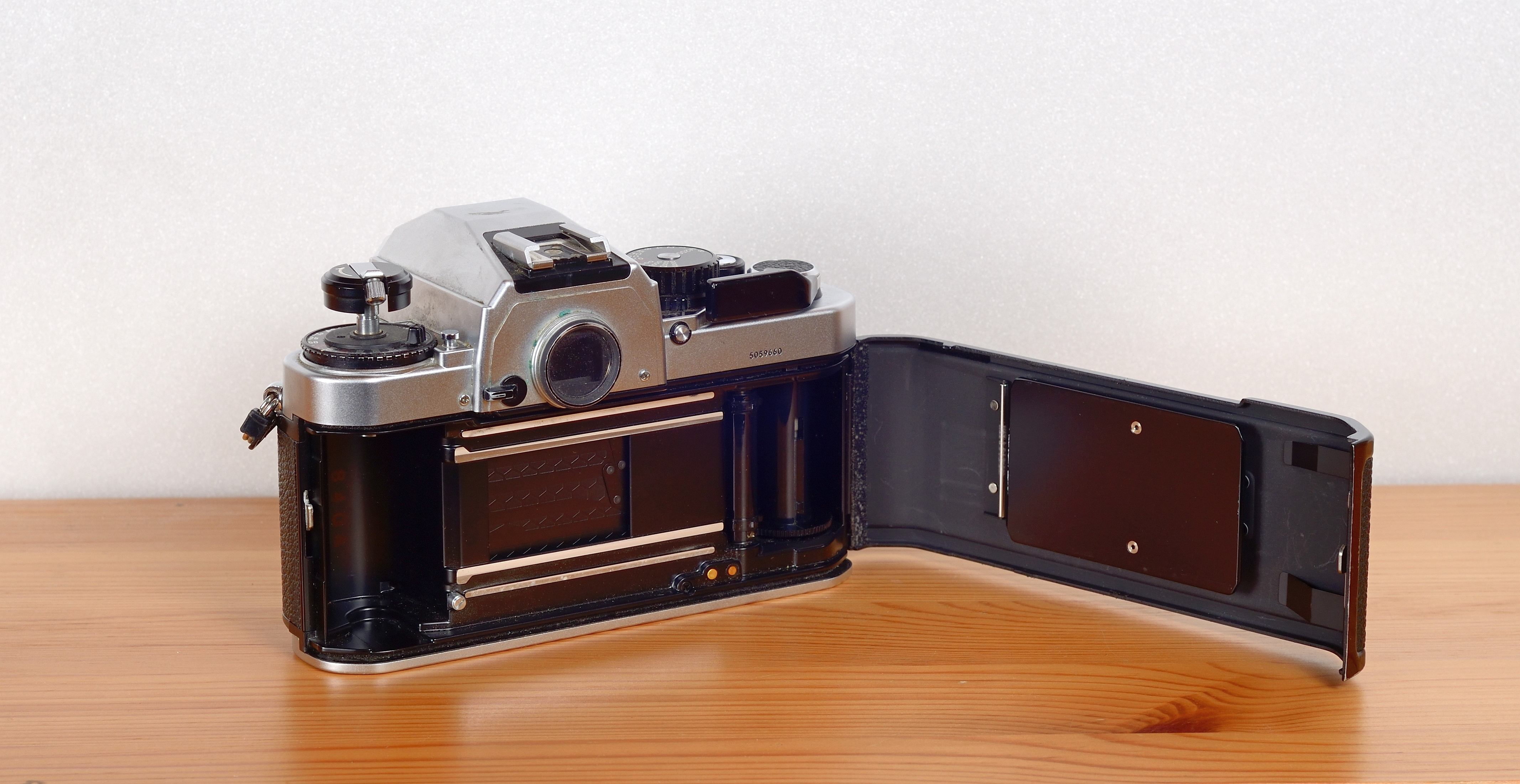
Nikon FA mit offener Rückwand

Die Nikon FA ist eine analoge Spiegelreflexkamera (SLR) der Marke Nikon. Sie wurde von 1983 bis 1989 gebaut.

## Allgemeines
Mit der Nikon FA brachte Nikon als weltweit erster Hersteller eine Kamera mit Matrix-Belichtungsmessung auf den Markt. Es war auch Nikons erste Kamera mit eingebauter Blendenautomatik. Eine weitere, neu eingeführte Technik war die interne digitale Verarbeitung der Messdaten. Bereits 1981 war eine neue Objektivreihe von Nikon eingeführt worden, die AI-S-("Automatic Indexing Shutter")-Nikkore, die der Nikon FA eine zuverlässige Ansteuerung der automatisch eingestellten Blende und die brennweitenabhängige Wahl der Programmautomatik ermöglicht.
Die Nikon FA wurde in schwarz und chrom angeboten, 1984 erschien eine vergoldete Sonderauflage.
Trotz der für die damalige Zeit unübertroffenen technischen Neuerungen wurde die Kamera kein Verkaufserfolg. Einige der Gründe dafür dürften die anfangs zu geringen Stückzahlen sowie der relativ hohe Verkaufspreis von ca. 1300 DM gewesen sein; außerdem war mit der Canon A-1 schon 5 Jahre zuvor eine Spiegelreflexkamera mit Zeit-, Blenden- und Programmautomatik auf dem Markt gekommen und bereits 1985 erschien mit der Minolta 7000 eine Spiegelreflexkamera mit Autofokus.
Die Nikon FA war gut in das damalige Nikon-Kamerasystem der Mittelklasse eingegliedert, zu dem auch die Nikon FE, Nikon FM, und später noch die Nikon FE2, Nikon FM2 und Nikon FM3A gehörten. Motor, Einstellscheiben und Rückwände waren zumeist austauschbar.

## Technik
Im Verkaufsprospekt wurde die Nikon FA seinerzeit als "Technocamera" und "intelligenter Multi-Automat" vorgestellt. Grund dafür waren vor allem die Matrix-Belichtungsmessung und die interne Datenverarbeitung mit einem Mikroprozessor. Die Kamera verfügt über einen vertikal ablaufenden Titan-Lamellen-Schlitzverschluss mit einem Verschlusszeitenbereich von 1 bis zu 1/4000 Sekunde, plus B und 1/250 Sekunde Blitzsynchronzeit. Die 1/250 Sekunde ist gleichzeitig auch die "Notzeit", die auch ohne Batteriestrom verfügbar ist.
Bei der in der FA verwendeten AMP-("Automatic Multi-Pattern")-Belichtungsmessung erfolgt die Berechnung der richtigen Belichtung in mehreren Stufen. Zunächst werden die Helligkeitswerte von fünf Sektoren, in die das Sucherbild zerlegt wird, einzeln von analogen Messzellen erfasst. Sequentielle A/D-Wandler bringen die analogen Werte in digitale Form. Vom Objektiv werden der Typ, die Lichtstärke, Anzahl der Blendenstufen und die Brennweite eingelesen. Nach Ermittlung des Motivcharakters werden die Parameter mit zehntausenden von Referenzaufnahmen verglichen und die optimale Belichtung vom Mikroprozessor errechnet.
Die Programmautomatik verwendet je nach Objektivbrennweite automatisch ein normales oder ein Kurzzeitprogramm. Selbst bei nicht eingestellter kleinster Blende versucht die Kamera eine richtige Belichtung zu erzielen, indem sie eine zur Blende passende Verschlusszeit wählt.
Bei der Blendenautomatik stehen 13 feste Zeitstufen von 1 bis 1/4000 s zur Wahl. Auch hier wird von der Kamera automatisch die Belichtungszeit zugunsten einer optimalen Belichtung korrigiert, wenn mit der vom Fotografen gewählten Verschlusszeit keine korrekte Belichtung möglich ist.
Als weitere Modi stehen Zeitautomatik und manuelle Steuerung der Belichtung zur Verfügung.
Im Sucher der FA informiert eine digitale Flüssigkristallanzeige über die gemessene Verschlusszeit. Nur bei der Blendenautomatik (S) wird hier der errechnete Blendenwert angezeigt. Weitere Sucheranzeigen sind die in den Betriebsarten A und M optisch eingespiegelte Arbeitsblende, in der Betriebsart S die Verschlusszeit in einem eigenen Sucherbereich, eine Leuchtdiode als Hinweis auf eine eingestellte Belichtungskorrektur und eine Blitzbereitschaftslampe.
Selbst bei Versagen der Batterie, die das Messsystem mit Strom versorgt, ist ein Fotografieren mit einer mechanisch gebildeten Belichtungszeit von 1/250 s möglich.

## Technische Daten
| Kameratyp                        | Einäugige Kleinbild-Spiegelreflexkamera |
| Bildformat                       | 24 × 36 mm |
| Objektivanschluss                | Nikon-F-Bajonett |
| Sucher                           | Feststehender Prismensucher, mit Okularverschluss |
| Einstellscheibe                  | Vollmattscheibe mit Fresnel-Linse und zentralem Schnittbildindikator sowie Mikroprismenring (Nikon Scheibe K2, auswechselbar gegen Vollmattscheibe B2 oder Gitterscheibe E2)             |
| Belichtungsmessung               | - Matrix-Mehrfeld-Messung ("AMP") - Mittenbetonte Messung |
| Messbereich                      | - 1 bis 20 LW bei mittenbetonter Messung - 1 bis 16 1/3 LW bei Mehrfeld-Messung |
| Fokussierung                     | manuell |
| Belichtungssteuerung             | - Programmautomatik (P), automatisch mit Kurzzeiten-Priorität bei Objektivbrennweite ab 135 mm, stufenlos - Blendenautomatik (S), stufenlos - Zeitautomatik (A), stufenlos - manuell (M) |
| Belichtungskorrektur             | −2 bis +2 LW in Drittelstufen, nur bei mittenbetonter Messung möglich |
| Verschluss                       | elektronisch gesteuerter, vertikal ablaufender Metalllamellen-Schlitzverschluss mit Titan-Vorhängen                                                                                      |
| Verschlusszeiten                 | 1 bis 1/4000 Sekunde, Langzeitbelichtung (Bulb) |
| Film-Empfindlichkeitseinstellung | 12 bis 4000 ASA in Drittelstufen |
| Filmtransport und -rückspulung   | manuell, optionaler Motorantrieb MD-12 und MD-15 |
| Bildzählwerk                     | mechanisch, vorwärtszählend, selbstrückstellend |
| Blitzkontakt                     | Standard-ISO-Normschuh |
| Blitzsteuerung                   | TTL |
| Blitzsynchronisation             | 1/250 s oder länger |
| Selbstauslöser                   | mechanisch, 10 s Vorlaufzeit |
| Stromversorgung                  | Eine Lithium-Batterie 3 V oder zwei Silberoxid-Batterien 1,55 V oder zwei Alkali-Mangan-Batterien 1,5 V                                                                                  |
| Gehäuse                          | Kupfer-Silumin-Aluminiumlegierung |
| Abmessungen                      | ca. 143 × 92 × 65 mm |
| Gewicht                          | ca. 625 g |